# Noordelijke grijze saltator
De Noordelijke grijze saltator (Saltator grandis) is een zangvogel uit de familie Thraupidae (Tangaren).

## Verspreiding en leefgebied
De soort komt voor in bossen, struikgewas en moerassen tot een hoogte van 1500 meter.
Deze soort telt zes ondersoorten:
- S. g. vigorsii: van noordwestelijk tot westelijk Mexico.
- S. g. plumbiceps: van westelijk tot zuidwestelijk Mexico.
- S. g. grandis: van oostelijk Mexico tot westelijk Panama.
- S. g. yucatanensis: Yucatán (zuidoostelijk Mexico).
- S. g. hesperis: van zuidwestelijk Mexico tot westelijk Nicaragua.
- S. g. brevicaudus: het westelijke deel van Centraal-Costa Rica.